# Lettre à Freddy Buache
Pour plus de détails, voir Fiche technique et Distribution.
Lettre à Freddy Buache est un court métrage documentaire suisse réalisé par Jean-Luc Godard et sorti en 1982.
Le film est initialement une commande de la ville de Lausanne pour son 500e anniversaire à Godard et Yves Yersin,,. Le film finalement réalisé par Godard prend la forme d'une lettre au critique, historien de cinéma et directeur de la Cinémathèque suisse Freddy Buache. Il a été projeté dans la section Un certain regard du Festival de Cannes 1982.
Le film s'ouvre sur cette phrase :

« Les commanditaires seront furieux, ils ont commandé un film sur et ça c'est un film de. Il n'arrive encore pas à la surface, il est encore au fond, au fond des choses. Le cinéma va mourir bientôt, très jeune, sans avoir donné tout ce qu'il aurait pu donner. Alors, il faut aller vite, au fond des choses. »

— Jean-Luc Godard